# سوق القطانين

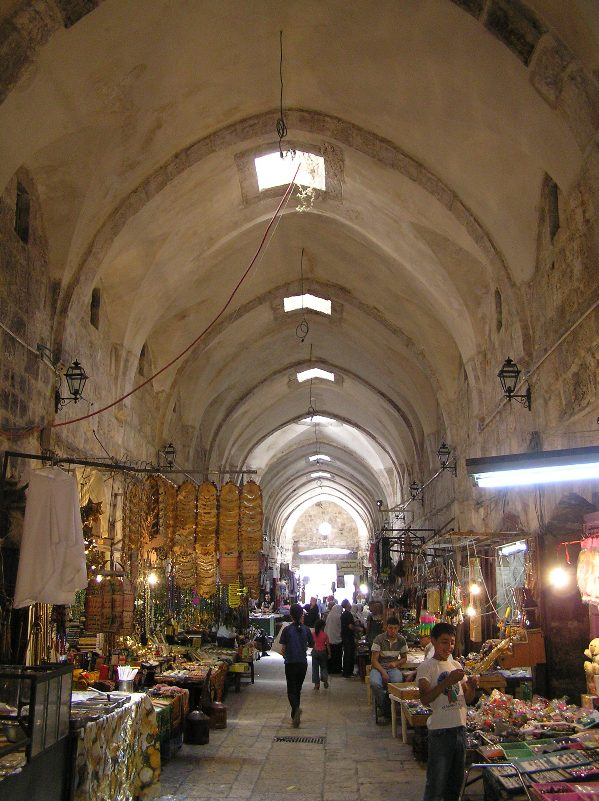
سوق القطانين بالقدس

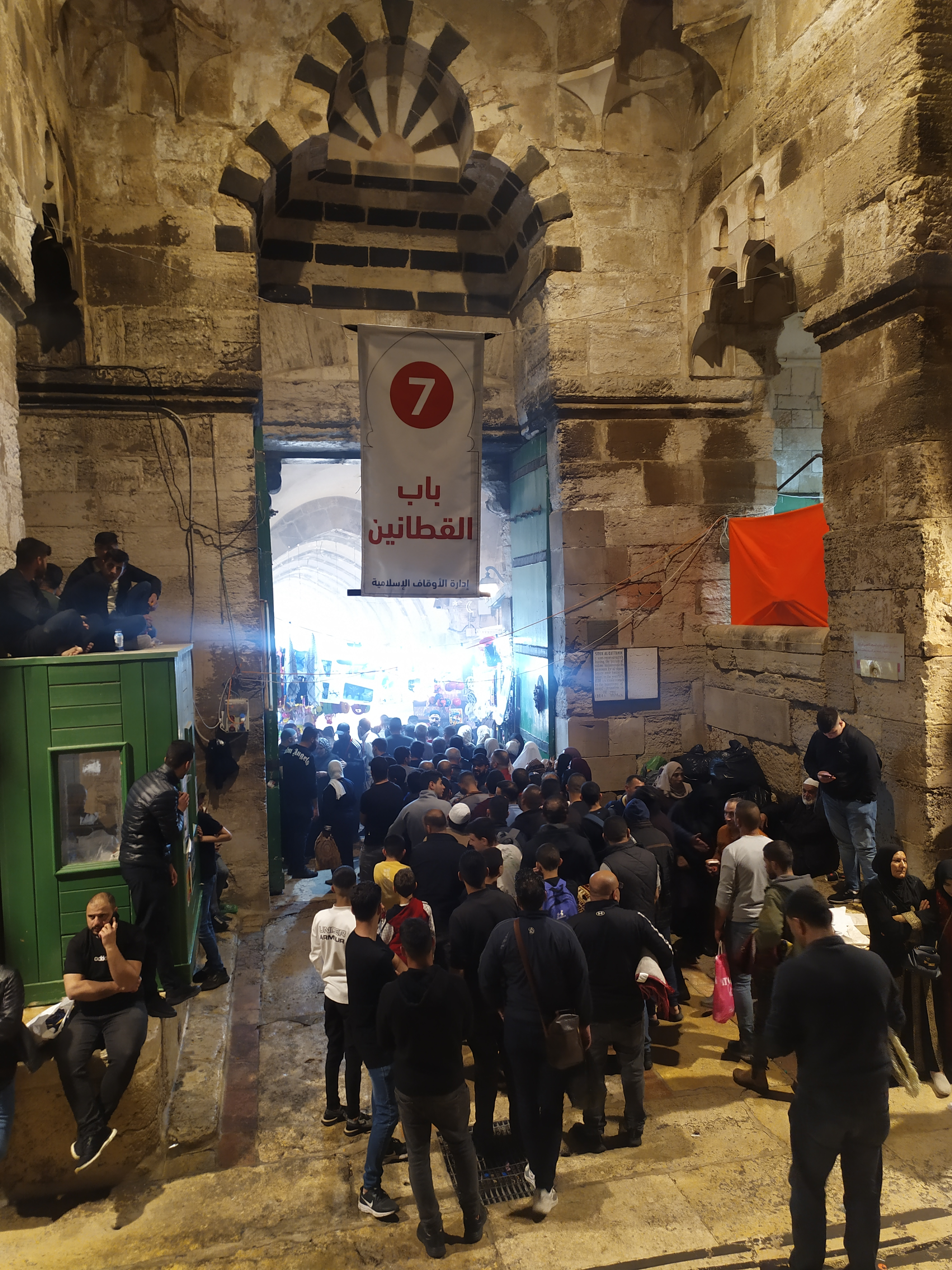
باب وسوق القطانين في البلدة القديمة في القدس

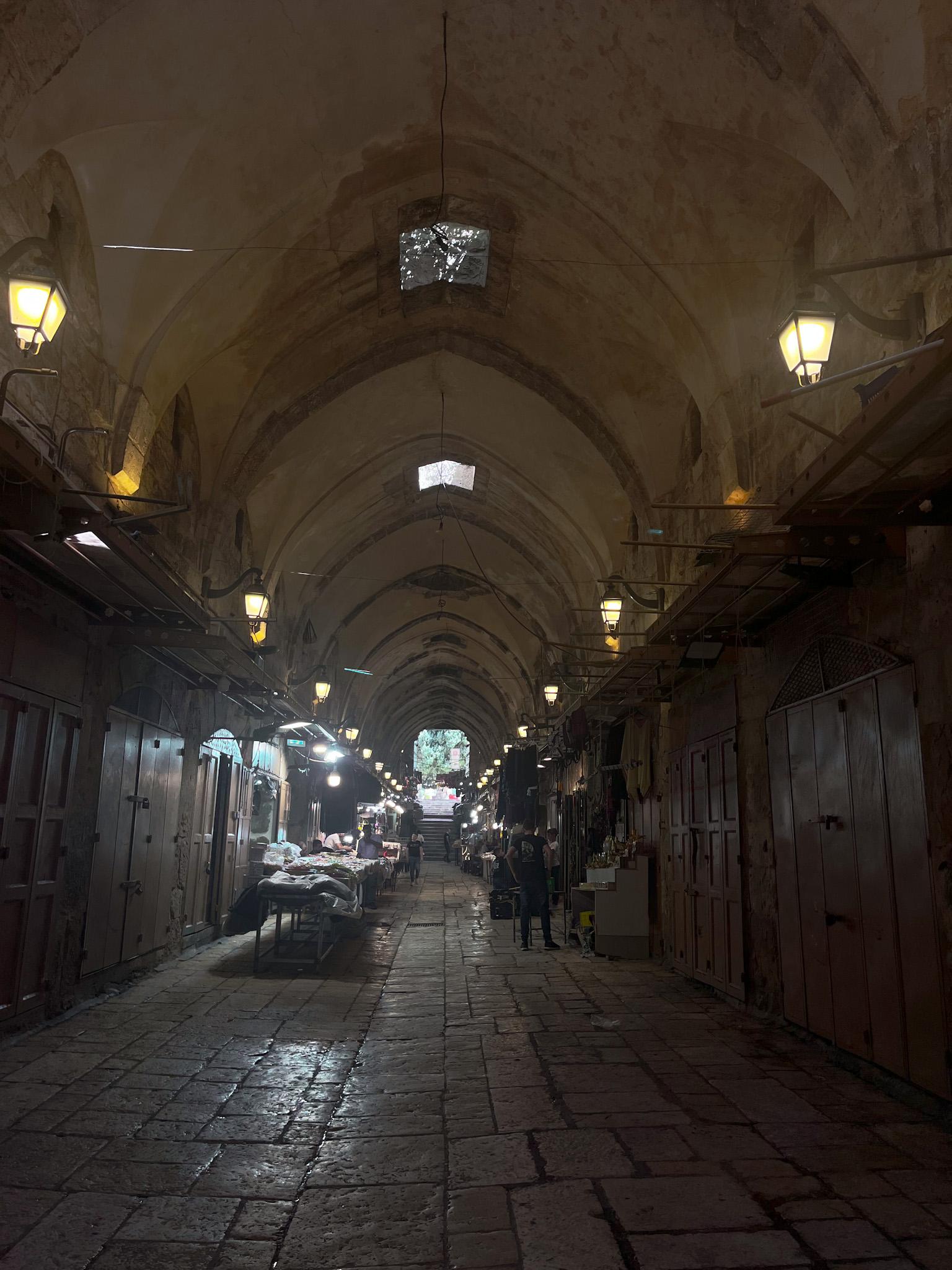
سوق باب القطانين وأبواب دكاكينه مغلقة في زمن الإبادة على غزة.

سوق القطانين هو أحد أسواق مدينة القدس يقع غربي الحرم القدسي الشريف، وملاصق له يمتد من الشرق إلى الغرب فيه دكاكين يظهر من بنائها أنها ليست قديمة العهد، أما السوق نفسه فهو قديم العهد، كانت على عهد المماليك من أحسن أسواق المدينة وأكثرها ازدحاماً وأتقنها بناءً وارتفاعاً، في وسطها حمام يسمى حمام الشفا وهو خاص بالرجال، وعند منتهاها الغربي حمام آخر يعرف بحمام العين يرتاده الرجال والنساء في أوقات مختلفة، وأمامها من الناحية الغربية شارع مواصل إلى دار الأيتام الإسلامية فحارة القرمي فسوق باب خان الزيت. وينسب اسمه إلى الأمير سيف الدين تنكز الناصري نائب الشام الذي أنشاه في سنة (737هـ- 1336م)، وتم ترميمه عام 1929على يد المجلس الإسلامي الأعلى.

وسوق القطانيـن عبارة عن شارع طويل له مدخلان: من طريق الواد من جهة الغرب، والثاني، ومن جهة الحرم الشريف من جهة الشرق. وكانت بوابته الشرقية تعرف بـبوابة تجار القطن، ويشتمل على عدد كبير من الدكاكين المتشابهة والمتقابلة في صفين يفصل بينهما ممر مسقوف على شكل قبو نصف برميلي محمول على ثلاثين عقدًا مدببة تتخللها فتحات تسمح بالإضاءة والتهوية. ويربط بين سوق باب خان الزيت وسوق الحصر، بموازاة سوق اللحامين. ولم يستطع الاحتلال الاستيلاء عليه حتى الآن، رغم كل الاغراءات المادية التي يعرضها الاحتلال على التجار لترك محلاتهم وبيعها. ويواجه حاليًا تجار السوق مخططًا احتلاليًا وهو مسارسياحي يهدف إلى بناء متنزهات وخمارات ومطاعم، ما يهدد بالسيطرة على أكثر من 77 محلًا تجاريًا. كما يعاني أصحاب المحلات التجارية في هذه السوق من المداهمات الضريبية التي تقوم بها بلدية الاحتلال من وقت لآخر.

تمثل الصورة مسقط أفقي لسوق القطانين في القدس